# Dunajek Mały
Dunajek Mały (deutsch Klein Duneyken, 1938–1945 Klein Duneiken) ist ein Ort in der polnischen Woiwodschaft Ermland-Masuren, der zur Stadt- und Landgemeinde Gołdap (Goldap) im Kreis Gołdap gehört.

## Geographische Lage
Dunajek Mały liegt im Nordosten der Woiwodschaft Ermland-Masuren am Nordostrand des Borkener Forstes (auch: Borker Heide, polnisch: Puszcza Borecka) im Südostzipfel des Powiat Gołdapski. Die Kreisstadt Gołdap (Goldap) liegt 16 Kilometer entfernt in nördlicher Richtung.

## Geschichte
Der nach 1818 Klein Dunayken genannte Ort war ein Gutsdorf und zwischen 1619 und 1800 ein selbständiges köllmisches Dorf. Danach war er ein Wohnplatz der Gemeinde Groß Duneyken (ab 1928 Duneyken, 1938–1945 Duneiken (Kr. Goldap), polnisch Dunajek) im Kreis Goldap im Regierungsbezirk Gumbinnen der preußischen Provinz Ostpreußen. Am 3. Juni (amtlich bestätigt am 16. Juli) des Jahres 1938 wurde für den Ortsnamen die Schreibweise Klein Duneiken festgelegt.
In Kriegsfolge kam das Dorf 1945 mit dem südlichen Bereich Ostpreußens zu Polen und erhielt die polnische Namensform Dunajek Mały. Heute ist es eine kleine Ortschaft im Verbund der Stadt- und Landgemeinde Gołdap im Powiat Gołdapski, bis 1998 der Woiwodschaft Suwałki, seither der Woiwodschaft Ermland-Masuren zugehörig.

## Religionen
Klein Duneyken (Duneiken) gehörte bis 1945 zur evangelischen Pfarrei in Grabowen (1938–1945 Arnswald, polnisch Grabowo) im Kirchenkreis Goldap in der Kirchenprovinz Ostpreußen der Evangelischen Kirche der Altpreußischen Union. Heute gehört der Ort zur Kirchengemeinde in Gołdap, einer Filialgemeinde von Suwałki in der Diözese Masuren der Evangelisch-Augsburgischen Kirche in Polen.
Katholischerseits war der Ort bis 1945 nach Goldap ausgerichtet, während er seit 1945 zur neu entstandenen Pfarrgemeinde in Grabowo im Bistum Ełk (Lyck) der Katholischen Kirche in Polen gehört.

## Verkehr
Dunajek Mały liegt östlich der Nebenstraße von Grabowo (Grabowen, 1938–1945 Arnswald) nach Czerwony Dwór (Rothebude) und ist über einen Landweg von Dunajek (Groß Duneyken, Duneyken/Duneiken) aus zu erreichen. Eine Bahnanbindung besteht nicht.